# Collio (Brescia)
Collio est une commune italienne de la province de Brescia en Lombardie.

## Administration
| Période                                  | Période  | Identité       | Étiquette | Qualité |
| ---------------------------------------- | -------- | -------------- | --------- | ------- |
| 14 juin 2004                             | En cours | Mirella Zanini |           |         |
| Les données manquantes sont à compléter. |          |                |           |         |

### Hameaux
Memmo, Tizio, S. Colombano

### Communes limitrophes
Bagolino, Bienno, Bovegno, Lavenone, Marmentino, Pertica Alta, Pertica Bassa